# Carlton Tel Aviv
Carlton Tel Aviv – czterogwiazdkowy hotel (****) w Tel Awiwie, w Izraelu.

## Położenie
Hotel jest usytuowany przy placu Namir, w bezpośrednim sąsiedztwie mariny w osiedlu Cafon Jaszan w Tel Awiwie. Rozciąga się stąd widok na Morze Śródziemne.

## Historia
Hotel został wybudowany w 1977. W 2001 przeprowadzono gruntowne prace modernizacyjne hotelu, które kosztowały 15 milionów USD.

## Architektura
Budynek hotelu ma niezwykły kształt - wielka bryła hotelu ma stosunkowo wąską i niewielką podstawę. Wzniesiono go w stylu brutalizmu. Betonowy budynek posiada 15 kondygnacji.

## Pokoje i apartamenty
Hotel dysponuje 160 pokojami hotelowymi i apartamentami. Każdy pokój wyposażony jest w klimatyzację, automatyczną sekretarkę, biurko, sejf w pokoju, minibarek, łazienkę do użytku prywatnego, własny balkon, dostępne łóżeczka dziecięce, płatny dostęp do Internetu, telefon obsługujący kilka linii, telefon w łazience i telewizję kablową. Wszystkie pokoje posiadają klucze elektroniczne/magnetyczne.
Hotel świadczy dodatkowe usługi w zakresie: bezpłatnych śniadań, ochrony, personelu wielojęzycznego, pomocy medycznej, pomocy w organizowaniu wycieczek, pralni, sejfu w recepcji i transportu z lotniska. Dla ułatwienia komunikacji w budynku jest winda. Hotel nie akceptuje zwierząt.

## Inne udogodnienia
Znajduje się tutaj sala konferencyjna z zapleczem do obsługi zorganizowanych grup. Dodatkowo można korzystać z basenu kąpielowego położonego na zewnątrz budynku. W hotelu jest kantor, gabinet kosmetyczny, restauracja, kawiarnia, sala bankietowa, synagoga, sklep z pamiątkami, kiosk oraz marina. Dodatkowo na dachu hotelu znajduje się basen kąpielowy i centrum fitness, z sauną i siłownią.